# على الأنف (فلم)
على الأنف هو فيلم كوميدي/خيالي أيرلندي/كندي صدر عام 2001. كتبه توني فيلبوت والنجمان دان أيكرويد وروبي كولتراين في فيلم كوميدي سحري حيث يتم استخدام رأس أسترالي مات منذ زمن طويل من السكان الأصليين للتنبؤ بالفائزين في سباقات الخيول. تم تصوير الفيلم في دبلن، أيرلندا.
فاز فيلم على الأنف بجائزة الجمهور عام 2002 في مهرجان نيوبورت بيتش السينمائي.

## ملخص
يلعب روبي كولتراين دور مقامر أعيد تأهيله, ويتم اختباره إلى أبعد الحدود عندما يتضح أن رأسًا مخزنًا في الجامعة يتنبأ بدقة بالفائزين بسباق الخيل. يجد روبي كولتران أنه يجب عليه إبعاد ممثل من جامعة أستراليا، الذي جاء لاستعادة الرأس وإعادته إلى أستراليا، والغوغاء من أجل جمع الأموال من أجل تعليم بناته.

## طاقم الممثلين
- دان أيكرويد في دور دكتور باري ديفيس
- روبي كولتراين في دور ديلاني
- بريندا بليثين في دور السيدة. ديلاني
- توني بريجز مثل مايكل ميلر
- جيم نورتون في دور باتريك كاسيدي
- سينيد ديلاني مثل سينيد ديلاني
- دون بيكر في دور باركلي
- جلينيس باربر في دور أنثيا ديفيس
- فرانسيس بورك في دور نانا
- مارك أنتوني بيرن في دور أنتو (غير معتمد)
- سيمون ديلاني في دور جروغان
- بيدار فلاناغان في دور المعلق على السباق
- أونا كافانا كموظفة استقبال
- لورانس كينلان في دور كياران ديلاني
- ألفارو لوتشيسي بدور فولي
- اينا ماكليام بدور شيموس بويل
- أونا مينتو في دور امرأة
- كاثي مورفي في دور دولوريس
- أوين أوجورمان في دور تيلر
- شون أوشوغنيسي بدور ليام
- بيتر أوسوليفان كمعلق وطني كبير
- مايلز بورسيل مثل إيجرت
- يونيو روجرز في دور إيلين كيسي
- ديس سكاهيل كمعلق السباق
- زارا تيرنر في دور كارول ليناهان

## روابط خارجية
- على الأنف في IMDb
- على الأنف (فلم) في روتن توميتوز.